# Ынтымак (Илийский район)
Ынтымак (каз. Ынтымақ) — упразднённое село в Илийском районе Алматинской области Казахстана. Входило в состав Байсеркенского сельского округа. 
В 2023 году включено в состав села Жетыген и исключено из учётных данных.

## Население
В 1999 году население села составляло 2134 человека (1063 мужчины и 1071 женщина). По данным переписи 2009 года, в селе проживал 3441 человек (1627 мужчин и 1814 женщин).